# 錫溫蒂奧

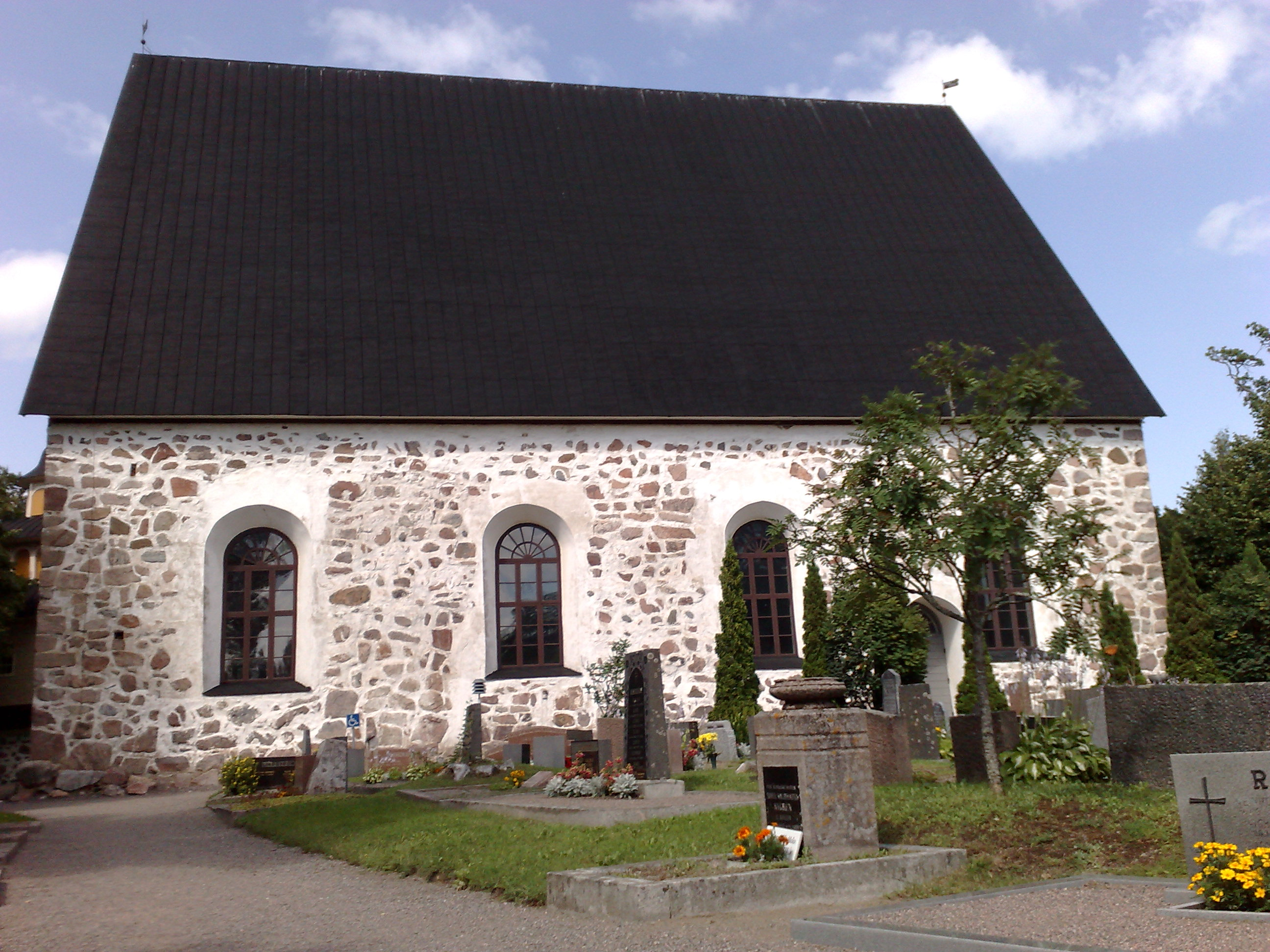
錫溫蒂奧教堂

錫溫蒂奧（芬蘭語：Siuntio）是芬蘭新地區的市鎮，位於該國南部，距離首都赫爾辛基50公里，面積266.12平方公里，2012年人口6,160，其中約66%居民的母語是芬蘭語。

## 外部連結
- 錫溫蒂奧市镇官方网站 （页面存档备份，存于） （文） （瑞典文）